# Владайское восстание

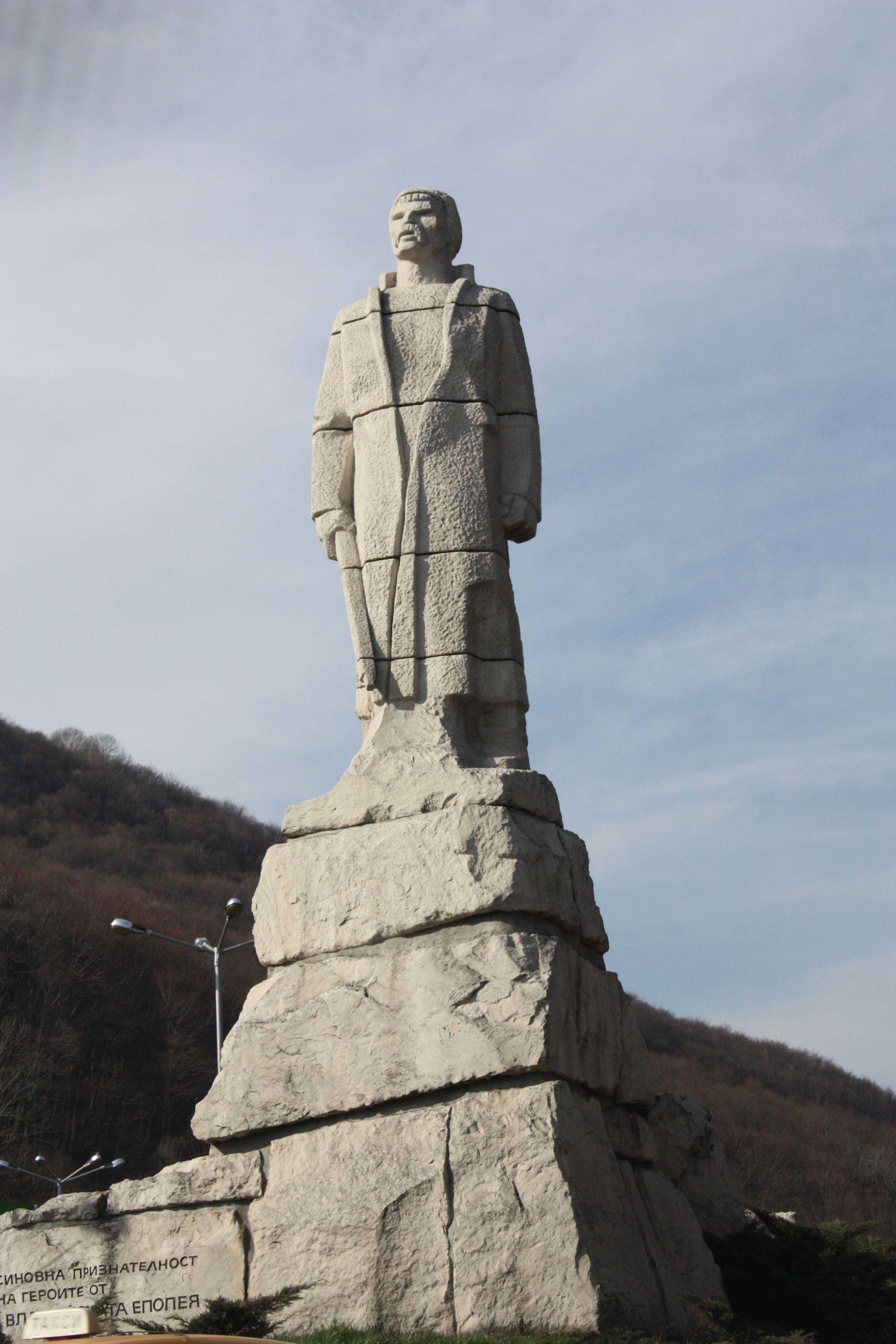
Памятник участникам восстания в Софии

Владайское восстание — неудачное восстание, поднятое дезорганизованными и дезертировавшими с фронта частями солдат болгарской армии при поддержке Болгарского земледельческого народного союза, произошедшее 22 сентября — 3 октября 1918 года, в последние дни Первой мировой войны, после того как болгарские войска потерпели крупное поражение в битве при Добро Поле. Восстание носило стихийный характер. Болгарская рабочая социал-демократическая партия (тесных социалистов) не присоединилась к восстанию.
Перед самым началом переговоров правительства Болгарии со странами Антанты последним в середине сентября удалось прорвать Македонский фронт, что привело к отступлению и последующему маршу на столицу нескольких тысяч поднявших восстание солдат, во главе с лидерами Земледельческого союза. Наступление на столицу завершилось поражением восставших от верных правительству и германских войск. Через несколько дней правительству удалось восстановить контроль над захваченными повстанцами территориями, последние были разбиты и рассеяны. Поражение восстания ликвидировало угрозу свержения монархии в Болгарии, однако привело к отречению царя Фердинанда и вхождению представителей Земледельческого союза в правительство несколько месяцев спустя.

## Фон событий
14 сентября войска Антанты начали крупное наступление на южном (Македонском) фронте. 18 сентября после ожесточённых боёв им удалось прорвать болгарскую линию фронта, проделав в ней брешь шириной в сто километров. Разгромленные в битве под Добро Поле и деморализованные войска отступали к старым границам Болгарии. Недовольство солдат было очень велико. 22—25 сентября в нескольких частях началось восстание против командования под лозунгами «На Софию!», «Смерть виновникам войны!». У восставших возникла идея похода на Софию, чтобы свергнуть правительство и наказать царя и всех тех, кто, по их мнению, был виновен в войне и поражениях. Уже 24 сентября один отряд восставших достиг Кюстендила, занял этот населённый пункт и арестовал представителей болгарского генштаба, который располагался в нём. На пути к Радомиру в отряде набралось уже около 4000-5000 повстанцев. В Софии царь Фердинанд и правительство начали искать выход из сложившейся ситуации.

## Наступление на Софию
25 сентября руководитель Болгарского земледельческого народного союза Александр Стамболийский, который ранее выступал против войны и был приговорён к смертной казни, впоследствии заменённой пожизненным заключением, был по приказу премьер-министра Александра Малинова освобождён из заключения. На встрече его с Фердинандом царь попросил Стамболийского использовать свой авторитет, чтобы попытаться успокоить войска и восстановить дисциплину в армии. Стамболийский согласился, но с условиями, что царское правительство немедленно начнёт переговоры с Антантой о заключении перемирия и освободит из тюрем всех политзаключённых. В конце концов они договорились о том, что пока будет освобождена часть заключённых, а делегация Генштаба из Кюстендила, которая должна быть освобождена восставшими, отправится на позиции сил Антанты для переговоров в сопровождении американского консула (поскольку США формально не находились в состоянии войны с Болгарией).
На следующий день, 26 сентября, Стамболийский совместно с другим лидером Болгарского земледельческого народного союза Райко Даскаловым, военным министром генералом Савой Савовым, социалистом Николаем Сакаровым и несколькими другими людьми, в том числе представителями радикалов и демократов, прибыли в город Радомир, только что занятый восставшими, чтобы попытаться разрешить конфликт мирным путём. В 8 часов вечера им сказали, что они могут остаться здесь на ночь и утром следующего дня обратиться к войскам.
План правительства состоял в том, чтобы использовать популярность отправленных на переговоры людей среди солдат, дабы остановить отступление и стабилизировать фронт. Выступления большинства политиков, тем не менее, не произвели на восставших особого впечатления, и они по-прежнему были полны решимости идти на Софию, хотя предложение министра Савова о том, чтобы вместо марша на столицу отступавшие солдаты смогли бы разойтись по домам, возвращаясь с фронта, получило среди восставших некоторую поддержку, хотя большинство всё равно настаивало на наступлении. Делегация политиков после этого решила направиться в Кюстендил, чтобы оценить сложившуюся там ситуацию и узнать о ходе переговоров с союзниками.
Прибыв в полдень 27 сентября в бывший Генштаб, политики узнали, что делегация штаба уже отбыла отсюда на переговоры с Антантой. Город был занят восставшими солдатами, верными прибывшему сюда Стамболийскому. Стамболийский в этот же день получил от оставшегося в Радомире и взявшего там ситуацию под свой полный контроль Даскалова телеграмму с предложением возглавить восстание и объединить находившиеся в двух городах силы, насчитывающие более 15000 солдат, готовых идти на столицу и свергнуть монархию. Стамболийский после некоторых колебаний согласился. 27 сентября под аплодисменты солдат он заявил, что монархия отныне свергнута и Болгария становится республикой (так называемая Радомирская республика). Президентом республики восставшие провозгласили Александра Стамболийского, главнокомандующим — Райко Даскалова (Стамболийский не принял командования над войсками). Даскалов расположился в Дупнице, в 75 км к югу, и оттуда направил телеграммы в различные болгарские города о необходимости подчиниться новому правительству. Руководители восстания поспешно приступили к подготовке наступления на Софию.

## Развитие восстания
Войска под командованием Даскалова в Радомире насчитывали восемь батальонов пехоты и две пулемётных роты, однако не имели артиллерии; руководители восстания, впрочем, считали, что София не будет серьёзно сопротивляться и потому артиллерия не понадобится при штурме города.
26 сентября генерал Савов пообещал направить части навстречу следующим в глубь страны поездам с отступающими с фронта солдатами. На следующий день несколько поездов, а также отдельные группы солдат, двигавшихся пешком, были в окрестностях Софии разоружены и распущены, однако 28 сентября произошло вооружённое столкновение. На железнодорожную станцию у Сахарного завода прибыл поезд с революционно настроенными отступающими солдатами. Офицер, командовавший курсантами, находившимися на станции, сделал попытку начать переговоры, но в это же время из поезда по ним открыли огонь. Вскоре после этого поезд начали обстреливать расположенные на склонах Витоши и в районе Лагеры артиллерийские батареи. Это привело к большому числу убитых и раненых солдат, а затем сопротивление поезда было подавлено. Следующие прибывшие поезда разоружили без каких-либо инцидентов.
В 9.00 27 сентября Даскалов подтвердил, что подконтрольные ему войска начнут наступление на столицу, если новое правительство не будет признано. Утром 28 сентября Даскалов и Стамболийский после долгой беседы договорились, что Стамболийский отправится в Софию на переговоры, а Даскалов тем временем поведёт войска в наступление. Основные силы восставших выступили из Радомира и вскоре заняли Перник. Стамболийский тем временем прибыл в болгарскую столицу, которую он нашёл пребывающей в довольно спокойном состоянии, и сразу отправился на встречу с кабинетом министров, которые не стали слушать его объяснения по поводу того, почему не удалось уговорить войска сложить оружие, объявив также действия Даскалова восстанием. Сразу же после того, как Стамболийский покинул здание правительства, был издан приказ о его аресте; узнав об этом, он тут же, не покидая города, ушёл в подполье, одновременно попытавшись организовать восстание в Софии, но неудачно. Он связывался с депутатами парламента, которые предпочли поддержать правительство, и с коммунистами (в Болгарии тогда называемыми тесными социалистами), которые также отказались поддержать восстание, расценивавшееся ими как «буржуазное».
К 29 сентября восставшие под командованием Даскалова заняли село Владая, расположенное в 15 км от Софии. Именно в честь него восстание и получило своё название. Однако Даскалов допустил крупную ошибку, промедлив с развитием наступления и не окружив вовремя Софию, что позволило правительству получить помощь от германских сил. Правительство страны в это же время начало организовать войска для сопротивления восставшим. По состоянию на 25 сентября в Софии под его командованием находилось одиннадцать пехотных рот с двенадцатью пулемётами, две батареи с в общей сложности шестью орудиями и полтора конных эскадрона, большинство кавалеристов были курсантами военной школы. В ближайшие дни прибыли подкрепления, в том числе германская батарея и четыре германских роты. Верные правительству части расположились между склонами горного массива Витоша в районе Княжево и возле района Сахарный завод (Захарна фабрика).

## Попытка штурма столицы
В 9.00 29 сентября Райко Даскалов выдвинул ультиматум, дав срок в шесть часов, спустя которые ему должны были передать власть над страной. После истечения этого срока восставшие тремя колоннами начали наступление на болгарскую столицу. Им противостояли лояльные правительству подразделения, большую часть которых составляли македонцы, под командованием генерала
Александра Протогерова; эти части обычно оказывали восставшим ожесточённое сопротивление и активно применяли против них артиллерию.
Центральная колонна восставших, которой командовал лично Райко Даскалов, с боем заняла деревню Княжево. Левая колонна, через болота спускавшаяся с хребта на Люлин, вступила в бой с правительственными войсками в Горна Баня. К 17 часам правая колонна восставших обошла укрепления в Бояне и начала атаку на город со всех сторон. С наступлением сумерек, однако, штурм столицы был отложен до рассвета по личному распоряжению Даскалова, получившего осколочное ранение.
Эта заминка позволила правительственным войскам организовать оборону (кроме того, 29 сентября правительство Болгарии заключило перемирие со странами Антанты). Ранним утром 30 сентября они начали контрнаступление. Их превосходство в тяжёлом вооружении и поддержка со стороны хорошо укомплектованной 217-й германской дивизии оказались решающими факторами. Восставшие солдаты оказались разбиты, в их рядах началось дезертирство. Когда в 5.00 30 сентября Даскалов снова приказал начать штурм столицы, под его командованием оставалось не более 7000 человек, и защитники города отбили это наступление и отбросили восставших от столицы в ходе последовавшего контрнаступления.
Два дня спустя, 2 октября, правительственными силами был занят Радомир, после чего восстание было окончательно подавлено. Общее число погибших среди повстанцев составило около 400 человек, потери правительственных войск исчислялись 30 убитыми и 98 ранеными.

## Последствия
Даскалову и Стамболийскому после поражения пришлось скрываться, чтобы избежать ареста царскими властями, объявившими их изменниками родины. Даскалов бежал в Салоники, а Стамболийский скрывался в Софии. Однако победа правительственных войск не могла спасти режим: страны Антанты согласились сохранить в стране монархию и правление Кобургской династии, однако вынудили царя Фердинанда подписать отречение от престола в пользу своего сына Бориса. Несмотря на обещание амнистии со стороны правительства Малинова, в стране вскоре пришло к власти новое правительство Теодора Теодорова, при котором лидеры Земледельческого союза получили реальную амнистию, что позволило им выйти из подполья; Стамболийский вошёл в состав нового правительства, став одним из министров.

## Память
Владайскому восстанию посвящена почтовая марка Болгарии 1967 года.